# بيجارية ماثيوزية
بيجارية ماثيوزية (الاسم العلمي:Bejaria mathewsii) هي نوع من النباتات تتبع جنس البيجارية من الفصيلة الخلنجية.